# Sếu đồi cát
Sếu đồi cát (danh pháp hai phần: Grus canadensis) là một loài chim thuộc họ Gruidae.
Loài sếu này sinh sống ở Bắc Mỹ và cực đông bắc Siberia. Tên chung (cát) của loài chim này đề cập đến môi trường sống ở sông Platte, bên rìa các đồi cát của Nebraska trên đồng bằng Mỹ. Đây là khu vực dừng chân quan trọng nhất cho các phân loài định danh, sếu cát nhỏ (Antigone canadensis canadensis), với tới 450.000 cá thể chim này di cư qua hàng năm.
Sếu đồi cát trước đây được đặt trong chi Grus, nhưng một nghiên cứu phát sinh phân tử được công bố vào năm 2010 cho thấy chi này, như được xác định, là đa hình. Trong sự sắp xếp lại kết quả để tạo ra các giống đơn thể, bốn loài, bao gồm cả sếu cát, đã được đặt vào chi Antigone được hồi sinh ban đầu được nhà tự nhiên học người Đức Ludwig Reichenbach lập nên vào năm 1853. Tên cụ thể canadensis là từ tiếng Latin hiện đại cho "Canada".

## Hình ảnh

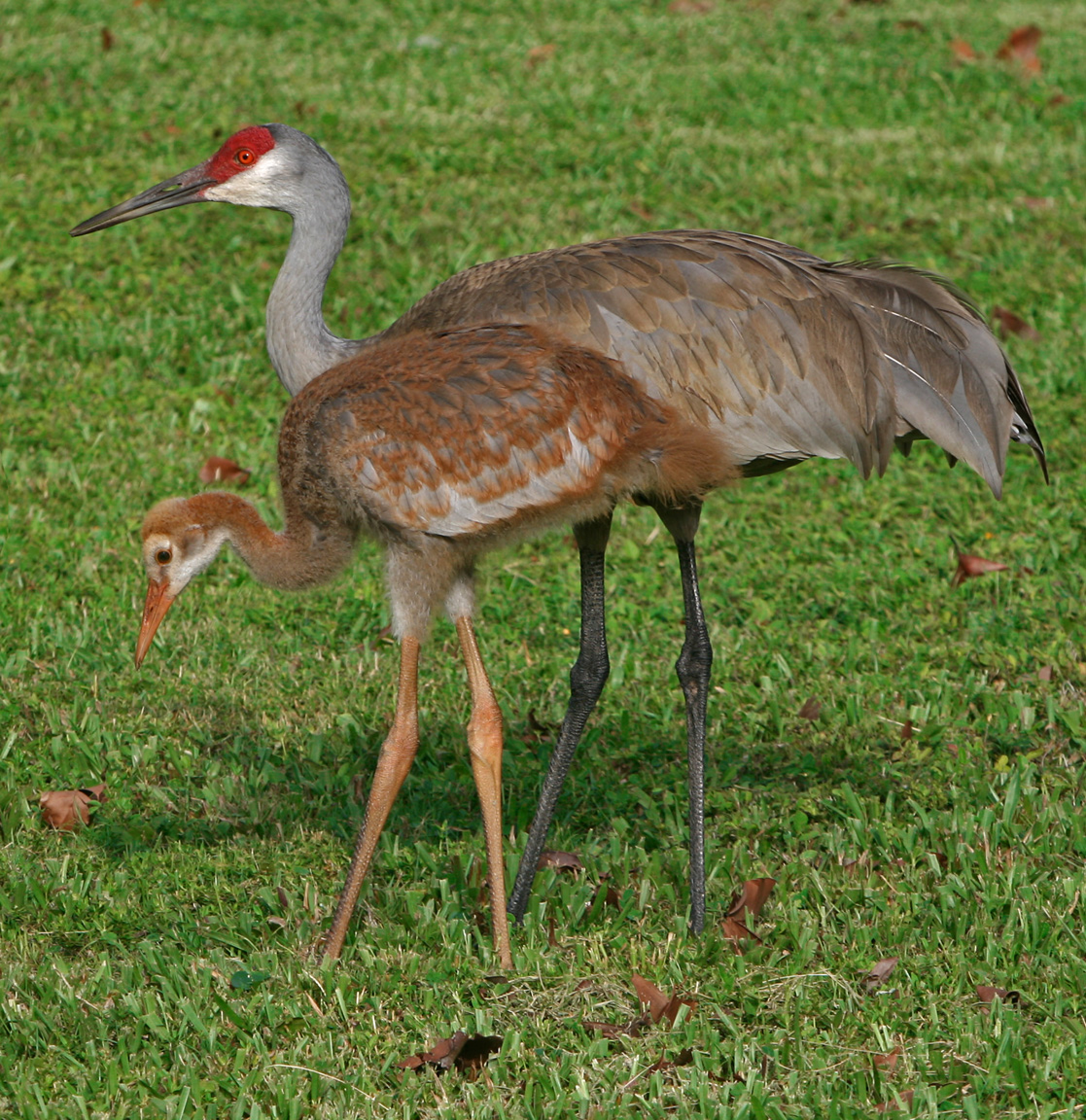
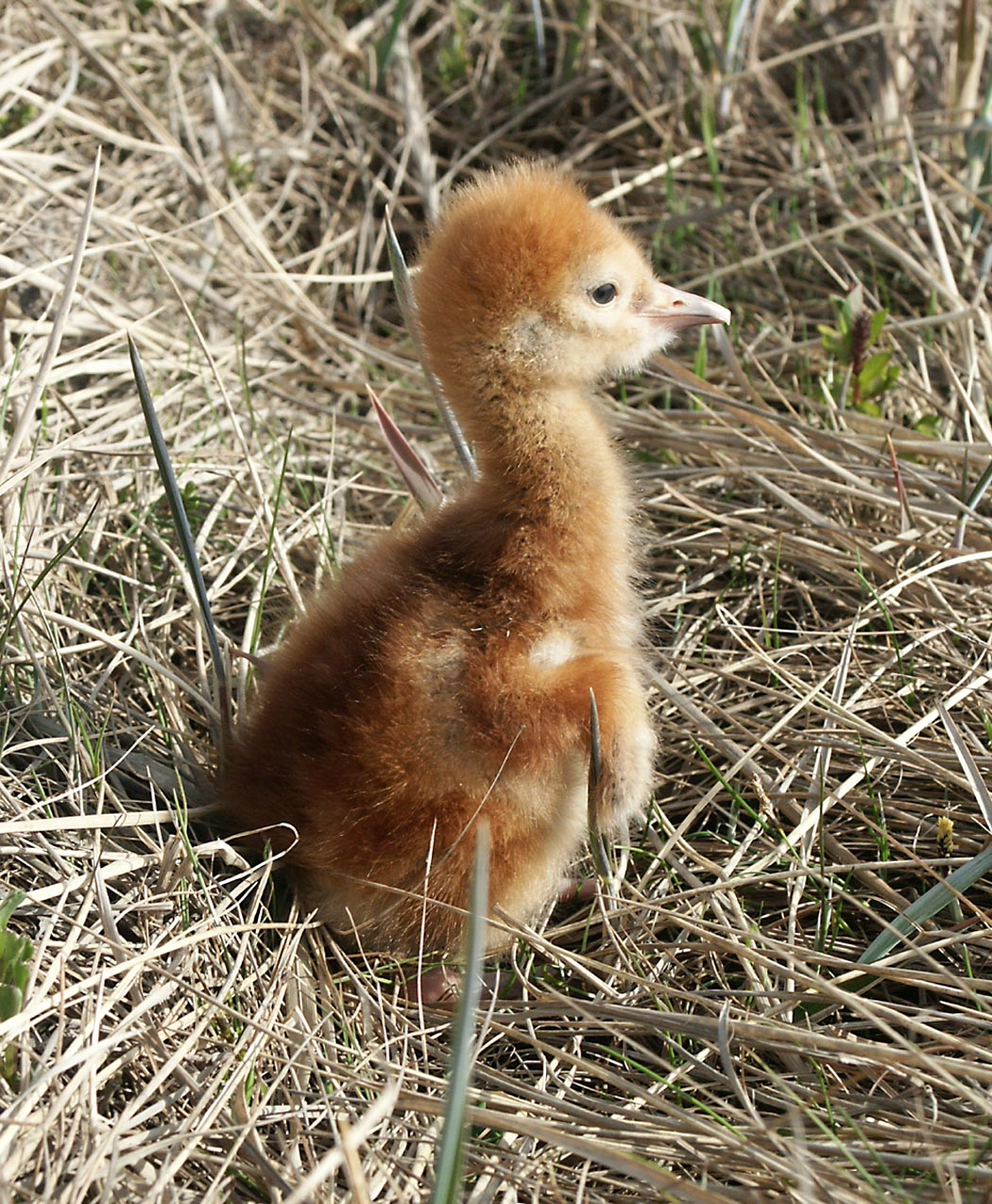
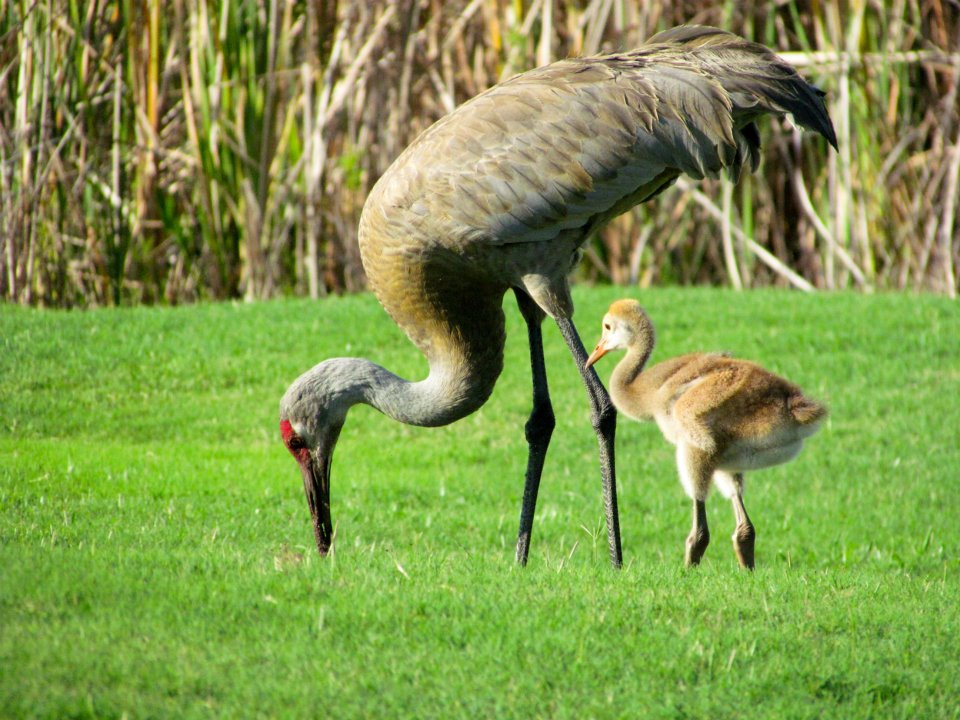
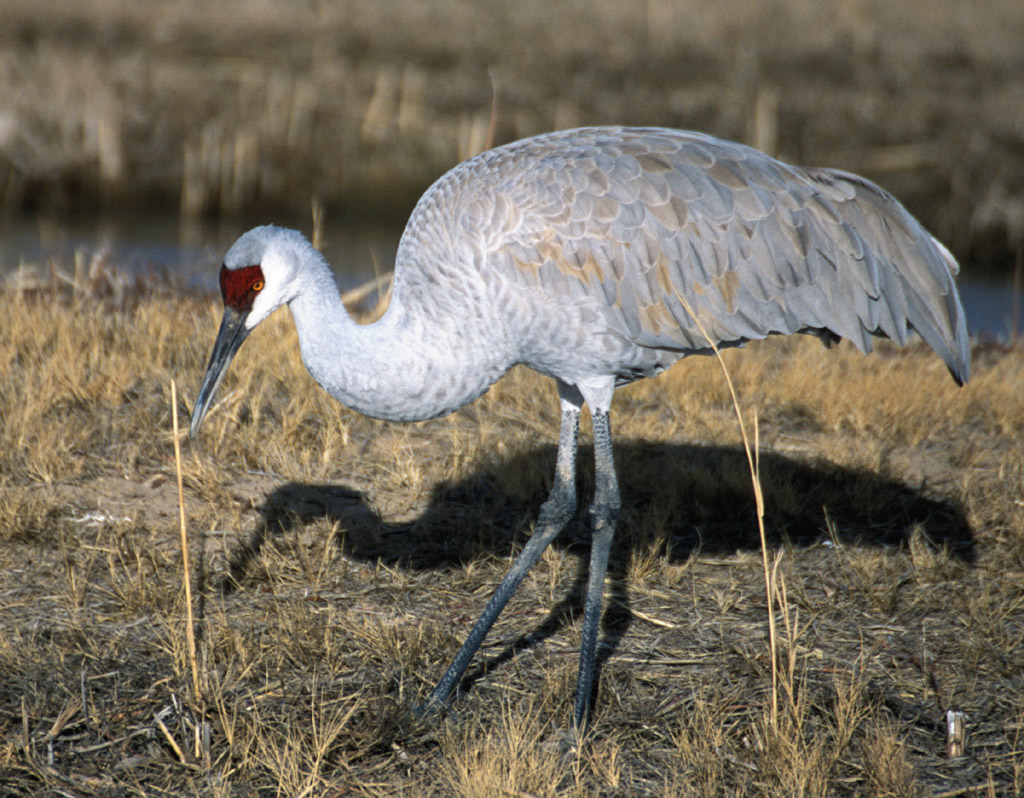
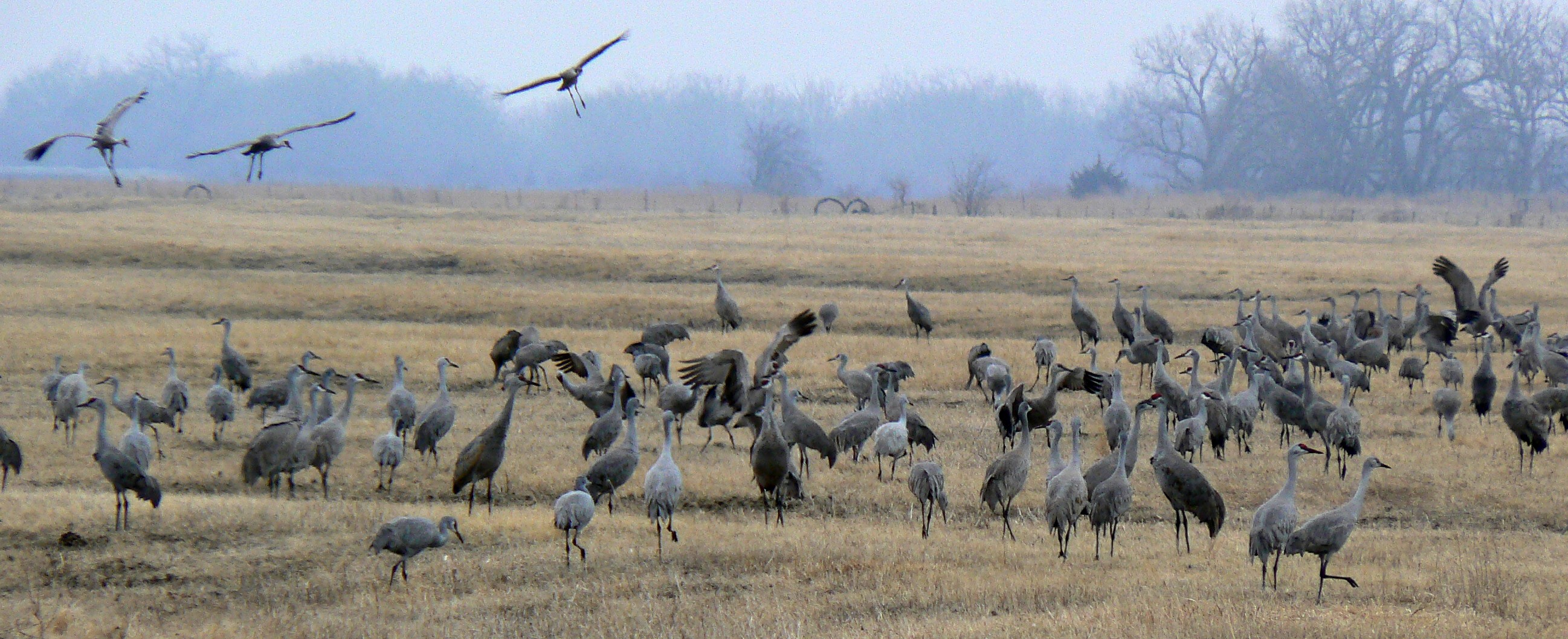